# Neil Hlavaty
Neil Hlavaty (ur. 27 grudnia 1986 w Berwyn w stanie Illinois) – amerykański piłkarz mający czesko-polskie pochodzenie występujący na pozycji pomocnika w drużynie Fort Lauderdale Strikers.

## Kariera klubowa
Neil Hlavaty jest synem Czecha i Polki. Uczęszczał on do Glenbard East High School położonej na przedmieściach Chicago, gdzie podczas edukacji występował w uniwersyteckiej drużynie Chicago Sockers i został objęty pięcioletnim programem wspierającym nadzieje olimpijskie. W ramach tego stypendium wiosną 2005 roku trenował on w juniorach Sparty Praga.
W latach 2005-2007 Hlavaty był zawodnikiem Boston University Terriers, z którym występował w rozgrywkach uniwersyteckich. Jednocześnie grał on w czwartoligowych rezerwach Chicago Fire. Z końcem 2007 roku został on piłkarzem Cleveland City Stars, z którym zajął pierwsze miejsce w USL Second Division - trzecim poziomie rozgrywkowym w Stanach Zjednoczonych. W 2008 roku Hlavaty podpisał umowę ze szwedzkim Östers IF, dla którego w Allsvenskan rozegrał 12 spotkań.
Jesienią 2009 roku Neil Hlavaty podpisał roczny kontrakt z Jagiellonią Białystok prowadzoną wówczas przez Michała Probierza. Do drużyny Jagiellonii polecił go Tomasz Frankowski, z którym Hlavaty poznał się podczas gry w Chicago Fire. W Ekstraklasie zadebiutował on 23. października w meczu przeciwko Arce Gdynia. W połowie grudnia zdecydowano się rozwiązać z nim umowę. Neil Hlavaty figuruje oficjalnie jako zdobywca Pucharu Polski 2009/2010, mimo iż wystąpił w jednym spotkaniu odchodząc z klubu w połowie tych rozgrywek.
W lutym 2010 roku Neil Hlavaty powrócił do Stanów Zjednoczonych i podpisał umowę z drużyną Minnesota United FC. Przed rozpoczęciem sezonu 2013 został on zawodnikiem drugoligowego FC Edmonton.

## Sukcesy
- 1 x Puchar Polski - Jagiellonia Białystok (2010)